# Danh sách di sản văn hóa Tây Ban Nha được quan tâm ở Manacor
Danh sách di sản văn hóa Tây Ban Nha được quan tâm ở Manacor.
| Tên                                                                               | Dạng                                                        | Địa điểm                                       | Tọa độ                                        | Số hồ sơ tham khảo? | Ngày nhận danh hiệu? | Hình ảnh                                                          |
| --------------------------------------------------------------------------------- | ----------------------------------------------------------- | ---------------------------------------------- | --------------------------------------------- | ------------------- | -------------------- | ----------------------------------------------------------------- |
| Agrupación inmuebles situados ở Calle Oleza, Quảng trường Constitución và entorno | Khu phức hợp lịch sử                                        | Manacor                                        | 39°34′03″B 3°12′36″Đ / 39,567547°B 3,210127°Đ | RI-53-0000308       | 01-07-1997           | Upload image                                                      |
| Antigua Cruz Fartaritx                                                            | Di tích Khảo cổ học                                         | Manacor Museo Arqueológico de Manacor          |                                               | RI-51-0010319       | 25-09-1998           | Upload image                                                      |
| Vương cung thánh đường Son Peretó                                                 | Di tích Kiến trúc tôn giáo Tình trạng: Ruinas arqueológicas | Manacor                                        | 39°35′47″B 3°15′55″Đ / 39,596409°B 3,265248°Đ | RI-51-0000413       | 03-06-1931           | Basílica de Son Peretó · Upload image                             |
| Claustro Nhà thờ San Vicente                                                      | Di tích Kiến trúc tôn giáo                                  | Manacor Calle del Convento                     | 39°34′09″B 3°12′25″Đ / 39,569257°B 3,206967°Đ | RI-51-0000162       | 22-03-1919           | Claustro de la Iglesia de San Vicente · Upload image              |
| Đồi phòng thủ Bellver Ric (Es Bosquets)                                           | Di tích Khảo cổ học                                         | Manacor                                        | 39°37′11″B 3°14′24″Đ / 39,619848°B 3,240087°Đ | RI-51-0002313       | 10-09-1966           | Upload image                                                      |
| Đồi phòng thủ Sa Carrotja, des Mitjà Mar (Sa Ferradura)                           | Di tích Khảo cổ học                                         | Manacor                                        | 39°32′41″B 3°21′01″Đ / 39,544781°B 3,350391°Đ | RI-51-0002324       | 10-09-1966           | Upload image                                                      |
| Đồi phòng thủ Son Bosca                                                           | Di tích Khảo cổ học                                         | Manacor                                        |                                               | RI-51-0002412       | 10-09-1966           | Upload image                                                      |
| Đồi phòng thủ Son Mesquida (Es Pa Nadal)                                          | Di tích Khảo cổ học                                         | Manacor                                        | 39°38′13″B 3°14′33″Đ / 39,636963°B 3,242466°Đ | RI-51-0002383       | 10-09-1966           | Upload image                                                      |
| Quần thể tiền sử Bellver Pobre (Sa Pleta)                                         | Di tích Khảo cổ học                                         | Manacor                                        | 39°37′46″B 3°14′02″Đ / 39,629395°B 3,233939°Đ | RI-51-0002312       | 10-09-1966           | Upload image                                                      |
| Quần thể tiền sử Rotana (Es Clapers)                                              | Di tích Khảo cổ học                                         | Manacor                                        | 39°36′12″B 3°11′01″Đ / 39,603282°B 3,183526°Đ | RI-51-0002356       | 10-09-1966           | Upload image                                                      |
| Quần thể tiền sử sa Murtera Nova hay Murtereta (Ses Pletes)                       | Di tích Khảo cổ học                                         | Manacor                                        | 39°37′00″B 3°14′01″Đ / 39,616717°B 3,233669°Đ | RI-51-0002345       | 10-09-1966           | Upload image                                                      |
| Quần thể tiền sử sa Plana Nova (Sementer des Claper Moro)                         | Di tích Khảo cổ học                                         | Manacor                                        |                                               | RI-51-0002346       | 10-09-1966           | Upload image                                                      |
| Quần thể tiền sử Son Forteza (Es Camp des Pou)                                    | Di tích Khảo cổ học                                         | Manacor                                        |                                               | RI-51-0002370       | 10-09-1966           | Upload image                                                      |
| Quần thể tiền sử Son Josép Nou (Es Bosquets)                                      | Di tích Khảo cổ học                                         | Manacor                                        | 39°30′00″B 3°16′58″Đ / 39,499913°B 3,282696°Đ | RI-51-0002379       | 10-09-1966           | Upload image                                                      |
| Cruz Fartaritx                                                                    | Di tích Hành trình                                          | Manacor                                        |                                               | RI-51-0010320       | 25-09-1998           | Upload image                                                      |
| Cruz l'Abeurador                                                                  | Di tích Khảo cổ học                                         | Manacor Museo Arqueológico de Manacor          |                                               | RI-51-0010317       | 25-09-1998           | Upload image                                                      |
| Cruz Mossen Baltasar Pinya                                                        | Di tích Hành trình                                          | Manacor Carretera de Son Serra                 |                                               | RI-51-0010322       | 25-09-1998           | Upload image                                                      |
| Cruz Mossen Marc Riera                                                            | Di tích Hành trình                                          | Manacor Pl. Convent                            |                                               | RI-51-0010321       | 25-09-1998           | Upload image                                                      |
| Cruz Camí Ciutat                                                                  | Di tích Khảo cổ học                                         | Manacor Museo Arqueológico de Manacor          |                                               | RI-51-0010318       | 25-09-1998           | Upload image                                                      |
| Hang artificial Es Barranch                                                       | Di tích                                                     | Manacor                                        | 39°37′21″B 3°12′42″Đ / 39,622607°B 3,21154°Đ  | RI-51-0001192       | 08-02-1946           | Upload image                                                      |
| Hang artificial ses Beies                                                         | Di tích Khảo cổ học                                         | Manacor                                        |                                               | RI-51-0001191       | 08-02-1946           | Upload image                                                      |
| Hang artificial Ses Vịnh nhỏ                                                      | Di tích Khảo cổ học                                         | Manacor                                        |                                               | RI-51-0001184       | 08-02-1946           | Upload image                                                      |
| Hang artificial Son Mesquida                                                      | Di tích Khảo cổ học                                         | Manacor                                        | 39°38′47″B 3°14′20″Đ / 39,64644°B 3,239002°Đ  | RI-51-0001188       | 08-02-1946           | Upload image                                                      |
| Hang Albocàsser (Ca na Putxa)                                                     | Di tích Khảo cổ học                                         | Manacor                                        |                                               | RI-51-0002310       | 10-09-1966           | Upload image                                                      |
| Hang Lạch Falcó (Cova des Moro)                                                   | Di tích Khảo cổ học                                         | Manacor                                        |                                               | RI-51-0002317       | 10-09-1966           | Upload image                                                      |
| Hang Lạch Murada                                                                  | Di tích Khảo cổ học                                         | Manacor                                        | 39°27′14″B 3°16′40″Đ / 39,45398°B 3,277873°Đ  | RI-51-0002319       | 10-09-1966           | Upload image                                                      |
| Hang Can Caramany                                                                 | Di tích Khảo cổ học                                         | Manacor                                        | 39°38′29″B 3°13′41″Đ / 39,641317°B 3,227925°Đ | RI-51-0002320       | 10-09-1966           | Upload image                                                      |
| Hang Cas Severí (Cova des Porcs)                                                  | Di tích Khảo cổ học                                         | Manacor                                        | 39°38′15″B 3°12′55″Đ / 39,637467°B 3,215209°Đ | RI-51-0002326       | 10-09-1966           | Upload image                                                      |
| Hang Es Morro (Es Fossar des Moros)                                               | Di tích Khảo cổ học                                         | Manacor                                        | 39°37′15″B 3°10′43″Đ / 39,62086°B 3,178691°Đ  | RI-51-0002344       | 10-09-1966           | Upload image                                                      |
| Hang Es Rafal (Cas Senyoret)                                                      | Di tích Khảo cổ học                                         | Manacor                                        |                                               | RI-51-0001189       | 08-02-1946           | Upload image                                                      |
| Hang Fangar (Es Picot)                                                            | Di tích Khảo cổ học                                         | Manacor                                        | 39°29′17″B 3°13′39″Đ / 39,48814°B 3,227528°Đ  | RI-51-0002331       | 10-09-1966           | Upload image                                                      |
| Hang Mandia Vell                                                                  | Di tích Khảo cổ học                                         | Manacor                                        | 39°33′57″B 3°15′29″Đ / 39,565756°B 3,257934°Đ | RI-51-0002338       | 10-09-1966           | Upload image                                                      |
| Hang Sa Cova Vella                                                                | Di tích Khảo cổ học                                         | Manacor                                        | 39°37′00″B 3°11′18″Đ / 39,61679°B 3,188466°Đ  | RI-51-0002327       | 10-09-1966           | Upload image                                                      |
| Hang Ses Cases Noves                                                              | Di tích Khảo cổ học                                         | Manacor                                        |                                               | RI-51-0002325       | 10-09-1966           | Upload image                                                      |
| Hang Ses Vịnh nhỏ (Es Morro)                                                      | Di tích Khảo cổ học                                         | Manacor                                        |                                               | RI-51-0002328       | 10-09-1966           | Upload image                                                      |
| Hang Son Artigues (Can Faldares)                                                  | Di tích Khảo cổ học                                         | Manacor                                        | 39°31′44″B 3°10′18″Đ / 39,528964°B 3,171706°Đ | RI-51-0002366       | 10-09-1966           | Upload image                                                      |
| Hang Son Ceiart                                                                   | Di tích Khảo cổ học                                         | Manacor                                        |                                               | RI-51-0002368       | 10-09-1966           | Upload image                                                      |
| Hang Son Frau                                                                     | Di tích Khảo cổ học                                         | Manacor                                        |                                               | RI-51-0002373       | 10-09-1966           | Upload image                                                      |
| Hang Son Galiana (Corral Ses Figueres Moro)                                       | Di tích Khảo cổ học                                         | Manacor                                        | 39°34′33″B 3°14′02″Đ / 39,57571°B 3,233881°Đ  | RI-51-0002374       | 10-09-1966           | Upload image                                                      |
| Hang Son Gener                                                                    | Di tích Khảo cổ học                                         | Manacor                                        |                                               | RI-51-0002376       | 10-09-1966           | Upload image                                                      |
| Hang Son Mas                                                                      | Di tích Khảo cổ học                                         | Manacor                                        | 39°34′33″B 3°13′57″Đ / 39,575911°B 3,232589°Đ | RI-51-0002380       | 10-09-1966           | Upload image                                                      |
| Hang Son Moro (Can Llull-Can Pintat)                                              | Di tích Khảo cổ học                                         | Manacor                                        | 39°31′55″B 3°19′03″Đ / 39,531991°B 3,317385°Đ | RI-51-0002384       | 10-09-1966           | Upload image                                                      |
| Hang Son Pere Andreu (Can Bonet)                                                  | Di tích Khảo cổ học                                         | Manacor                                        |                                               | RI-51-0002388       | 10-09-1966           | Upload image                                                      |
| Hang Son Ribot (Es Tancat sa Pleta)                                               | Di tích Khảo cổ học                                         | Manacor                                        | 39°37′18″B 3°14′42″Đ / 39,62164°B 3,245092°Đ  | RI-51-0002392       | 10-09-1966           | Upload image                                                      |
| Hang Son Suau (Na Tous)                                                           | Di tích Khảo cổ học                                         | Manacor                                        | 39°32′52″B 3°16′52″Đ / 39,547673°B 3,281156°Đ | RI-51-0002393       | 10-09-1966           | Upload image                                                      |
| Hang Son Suau Vell (Es Noans)                                                     | Di tích Khảo cổ học                                         | Manacor                                        | 39°33′32″B 3°16′59″Đ / 39,55894°B 3,282936°Đ  | RI-51-0002394       | 10-09-1966           | Upload image                                                      |
| Hang Son Sureda (Can Sacos)                                                       | Di tích Khảo cổ học                                         | Manacor                                        | 39°37′40″B 3°11′54″Đ / 39,627856°B 3,198389°Đ | RI-51-0002395       | 10-09-1966           | Upload image                                                      |
| Hang Son Tovell Vell (Cova d'en Cerol)                                            | Di tích Khảo cổ học                                         | Manacor                                        | 39°34′07″B 3°19′39″Đ / 39,568735°B 3,327577°Đ | RI-51-0002400       | 10-09-1966           | Upload image                                                      |
| Hang Son Tovell Vell (Cova d'en Toni)                                             | Di tích Khảo cổ học                                         | Manacor                                        |                                               | RI-51-0002402       | 10-09-1966           | Upload image                                                      |
| Hang Son Tovell Vell (Cova des Diners)                                            | Di tích Khảo cổ học                                         | Manacor                                        | 39°34′42″B 3°19′44″Đ / 39,578282°B 3,329019°Đ | RI-51-0002401       | 10-09-1966           | Upload image                                                      |
| Hang Sos Promets Vell                                                             | Di tích Khảo cổ học                                         | Manacor                                        | 39°36′31″B 3°13′59″Đ / 39,608673°B 3,233054°Đ | RI-51-0002407       | 10-09-1966           | Upload image                                                      |
| Hang es Rafal Roig (s'Ametlerar)                                                  | Di tích Khảo cổ học                                         | Manacor                                        |                                               | RI-51-0002349       | 10-09-1966           | Upload image                                                      |
| Hang Es Rafal Roig (Sa Pleta)                                                     | Di tích Khảo cổ học                                         | Manacor                                        |                                               | RI-51-0002350       | 10-09-1966           | Upload image                                                      |
| Hang Son Ferrers n'Andreu (Ca s'Heretge)                                          | Di tích Khảo cổ học                                         | Manacor                                        | 39°40′10″B 3°14′27″Đ / 39,669403°B 3,24083°Đ  | RI-51-0002404       | 10-09-1966           | Upload image                                                      |
| Hang Son Vaquer d'en Ribera (Can Ranqueta)                                        | Di tích Khảo cổ học                                         | Manacor                                        | 39°31′48″B 3°07′32″Đ / 39,529924°B 3,125503°Đ | RI-51-0002403       | 10-09-1966           | Upload image                                                      |
| Hang artificiales s'Homenet                                                       | Di tích Khảo cổ học                                         | Manacor                                        | 39°37′10″B 3°14′47″Đ / 39,61942°B 3,246482°Đ  | RI-51-0001187       | 08-02-1946           | Upload image                                                      |
| Hang artificiales Dos ở Bellver                                                   | Di tích Khảo cổ học                                         | Manacor                                        |                                               | RI-51-0001183       | 08-02-1946           | Upload image                                                      |
| Các động Drach                                                                    | Di tích Khảo cổ học                                         | Manacor                                        | 39°32′01″B 3°19′52″Đ / 39,533736°B 3,331156°Đ | RI-51-0002329       | 10-09-1966           | Cuevas del Drach · Upload image                                   |
| Habitaciones prehistóricas Sa Marineta (Can Barceló)                              | Di tích Khảo cổ học                                         | Manacor                                        | 39°34′06″B 3°18′05″Đ / 39,568355°B 3,301264°Đ | RI-51-0002339       | 10-09-1966           | Upload image                                                      |
| Habitaciones prehistóricas Sa Marineta (Cas Canonge)                              | Di tích Khảo cổ học                                         | Manacor                                        | 39°34′02″B 3°17′57″Đ / 39,56709°B 3,299279°Đ  | RI-51-0002340       | 10-09-1966           | Upload image                                                      |
| Habitaciones prehistóricas Sa Marineta (Cas Petrer)                               | Di tích Khảo cổ học                                         | Manacor                                        | 39°34′09″B 3°17′54″Đ / 39,569255°B 3,298462°Đ | RI-51-0002341       | 10-09-1966           | Upload image                                                      |
| Habitaciones prehistóricas Sa Marineta (Es Castellot)                             | Di tích Khảo cổ học                                         | Manacor                                        | 39°34′16″B 3°18′00″Đ / 39,571053°B 3,299878°Đ | RI-51-0002342       | 10-09-1966           | Upload image                                                      |
| Habitaciones prehistóricas Sa Plana Nova (Sementer d'Enmig)                       | Di tích Khảo cổ học                                         | Manacor                                        |                                               | RI-51-0002347       | 10-09-1966           | Upload image                                                      |
| Habitaciones prehistóricas Santa Cirga (s'Hostal ses Figueres Moro)               | Di tích Khảo cổ học                                         | Manacor                                        | 39°33′57″B 3°15′39″Đ / 39,565741°B 3,260844°Đ | RI-51-0002359       | 10-09-1966           | Upload image                                                      |
| Habitaciones prehistóricas Son Forteza (Ses Cotanes)                              | Di tích Khảo cổ học                                         | Manacor                                        | 39°30′26″B 3°16′39″Đ / 39,507314°B 3,277504°Đ | RI-51-0002372       | 10-09-1966           | Upload image                                                      |
| Habitaciones prehistóricas Son Moro (Camp des Genovés)                            | Di tích Khảo cổ học                                         | Manacor                                        |                                               | RI-51-0002386       | 10-09-1966           | Upload image                                                      |
| Habitaciones prehistóricas Son Moro (Can Barceló)                                 | Di tích Khảo cổ học                                         | Manacor                                        | 39°31′52″B 3°18′24″Đ / 39,531128°B 3,306688°Đ | RI-51-0002387       | 10-09-1966           | Upload image                                                      |
| Habitaciones prehistóricas Son Moro (Can Bessó)                                   | Di tích Khảo cổ học                                         | Manacor                                        | 39°31′50″B 3°18′24″Đ / 39,530488°B 3,306569°Đ | RI-51-0002385       | 10-09-1966           | Upload image                                                      |
| Nhà thờ và Convento San Vicente Ferrer                                            | Di tích Kiến trúc tôn giáo                                  | Manacor                                        | 39°34′09″B 3°12′26″Đ / 39,569249°B 3,207361°Đ | RI-51-0011597       | 03-03-2008           | Upload image                                                      |
| Mandia                                                                            | Di tích Kiến trúc quân sự                                   | Manacor                                        | 39°33′30″B 3°15′22″Đ / 39,55825°B 3,256209°Đ  | RI-51-0008461       | 30-11-1993           | Upload image                                                      |
| Bảo tàng Khảo cổ Manacor                                                          | Di tích Khảo cổ học                                         | Manacor Plaza Rector Rubí                      |                                               | RI-51-0001314       | 01-03-1962           | Upload image                                                      |
| Nghĩa địa Can Forn                                                                | Di tích Khảo cổ học                                         | Manacor                                        |                                               | RI-51-0002321       | 10-09-1966           | Upload image                                                      |
| Nghĩa địa Es Rafal Cagolles                                                       | Di tích Khảo cổ học                                         | Manacor                                        | 39°35′20″B 3°15′48″Đ / 39,588966°B 3,263266°Đ | RI-51-0002348       | 10-09-1966           | Upload image                                                      |
| Nghĩa địa Son Amengual                                                            | Di tích Khảo cổ học                                         | Manacor                                        | 39°32′04″B 3°11′42″Đ / 39,534342°B 3,194981°Đ | RI-51-0002365       | 10-09-1966           | Upload image                                                      |
| Nghĩa địa Son Joan Jaume (Es Turó des Pou)                                        | Di tích Khảo cổ học                                         | Manacor                                        | 39°31′35″B 3°09′51″Đ / 39,526346°B 3,164132°Đ | RI-51-0002378       | 10-09-1966           | Upload image                                                      |
| Nghĩa địa Son Mas (Baix des Camí)                                                 | Di tích Khảo cổ học                                         | Manacor                                        |                                               | RI-51-0002381       | 10-09-1966           | Upload image                                                      |
| Khu dân cư amurallado Es Boc Vell                                                 | Di tích Khảo cổ học                                         | Manacor                                        | 39°31′34″B 3°11′38″Đ / 39,526244°B 3,193795°Đ | RI-51-0002316       | 10-09-1966           | Upload image                                                      |
| Khu dân cư amurallado L'Hospitalet Vell (Es Velar)                                | Di tích Khảo cổ học                                         | Manacor                                        | 39°28′55″B 3°15′42″Đ / 39,482016°B 3,2617°Đ   | RI-51-0002336       | 10-09-1966           | Poblado amurallado de L'Hospitalet Vell (Es Velar) · Upload image |
| Khu dân cư amurallado Vista Alegre Vell (Es Castellotots)                         | Di tích Khảo cổ học                                         | Manacor                                        | 39°31′47″B 3°16′50″Đ / 39,529727°B 3,280496°Đ | RI-51-0002409       | 10-09-1966           | Upload image                                                      |
| Rafal Pudent                                                                      | Di tích Kiến trúc quân sự                                   | Manacor Camino de Son Mas de la Marina         | 39°32′00″B 3°16′10″Đ / 39,533267°B 3,269577°Đ | RI-51-0008469       | 30-11-1993           | Upload image                                                      |
| Tàn tích arqueológicos Sa Marineta (Son Naveta)                                   | Di tích Khảo cổ học                                         | Manacor                                        | 39°33′58″B 3°18′02″Đ / 39,566096°B 3,300439°Đ | RI-51-0002343       | 10-09-1966           | Upload image                                                      |
| Tàn tích tiền sử Es Rafalet Drac                                                  | Di tích Khảo cổ học                                         | Manacor                                        | 39°38′15″B 3°10′59″Đ / 39,637522°B 3,183045°Đ | RI-51-0002353       | 10-09-1966           | Upload image                                                      |
| Tàn tích tiền sử s'Espinegar (Sa Nhà Nova)                                        | Di tích Khảo cổ học                                         | Manacor                                        | 39°28′54″B 3°15′13″Đ / 39,481599°B 3,253565°Đ | RI-51-0002330       | 10-09-1966           | Upload image                                                      |
| Tàn tích tiền sử Sa Gruta Vella (Can Barretó)                                     | Di tích Khảo cổ học                                         | Manacor                                        |                                               | RI-51-0002335       | 10-09-1966           | Upload image                                                      |
| Tàn tích tiền sử Son Banús Nou (Puig Sa Figuera)                                  | Di tích Khảo cổ học                                         | Manacor                                        | 39°31′00″B 3°11′19″Đ / 39,516773°B 3,188533°Đ | RI-51-0002367       | 10-09-1966           | Upload image                                                      |
| Tàn tích tiền sử Son Cladera                                                      | Di tích Khảo cổ học                                         | Manacor                                        | 39°31′12″B 3°12′34″Đ / 39,519891°B 3,209483°Đ | RI-51-0002369       | 10-09-1966           | Upload image                                                      |
| Tàn tích tiền sử Sos Ferrers d'en Morei                                           | Di tích Khảo cổ học                                         | Manacor                                        |                                               | RI-51-0002405       | 10-09-1966           | Upload image                                                      |
| Tàn tích tiền sử Sos Ferrers Nou                                                  | Di tích Khảo cổ học                                         | Manacor                                        | 39°39′37″B 3°14′46″Đ / 39,660382°B 3,246056°Đ | RI-51-0002406       | 10-09-1966           | Upload image                                                      |
| Tàn tích tiền sử Son Tovell Vell                                                  | Di tích Khảo cổ học                                         | Manacor                                        |                                               | RI-51-0002399       | 10-09-1966           | Upload image                                                      |
| Tàn tích tiền sử Vall Son Macià (Es Puig)                                         | Di tích Khảo cổ học                                         | Manacor                                        | 39°30′56″B 3°12′34″Đ / 39,51546°B 3,209476°Đ  | RI-51-0002408       | 10-09-1966           | Upload image                                                      |
| Vương cung thánh đường Sa Carrotja                                                | Di tích Khảo cổ học                                         | Manacor Portocristo                            | 39°32′23″B 3°20′18″Đ / 39,539861°B 3,338369°Đ | RI-51-0000414       | 03-06-1931           | Upload image                                                      |
| Sa Carrotja                                                                       | Di tích Kiến trúc quân sự                                   | Manacor                                        | 39°33′42″B 3°18′56″Đ / 39,561663°B 3,31569°Đ  | RI-51-0008466       | 30-11-1993           | Upload image                                                      |
| Ses Puntes                                                                        | Di tích                                                     | Manacor                                        |                                               | RI-51-0008468       | 30-11-1993           | Upload image                                                      |
| Ses Talaioles                                                                     | Di tích Kiến trúc quân sự                                   | Manacor                                        | 39°32′40″B 3°17′13″Đ / 39,544338°B 3,286829°Đ | RI-51-0008470       | 30-11-1993           | Upload image                                                      |
| Son Forteza                                                                       | Di tích Kiến trúc quân sự                                   | Manacor                                        | 39°30′33″B 3°16′31″Đ / 39,50919°B 3,275328°Đ  | RI-51-0008471       | 30-11-1993           | Upload image                                                      |
| Son Josep                                                                         | Di tích Kiến trúc quân sự                                   | Manacor                                        | 39°30′25″B 3°16′10″Đ / 39,506992°B 3,269344°Đ | RI-51-0008462       | 30-11-1993           | Upload image                                                      |
| Son Mas Marina                                                                    | Di tích Kiến trúc quân sự                                   | Manacor                                        | 39°31′40″B 3°16′46″Đ / 39,527835°B 3,279537°Đ | RI-51-0008463       | 30-11-1993           | Upload image                                                      |
| Son Moro                                                                          | Di tích Kiến trúc quân sự                                   | Manacor                                        | 39°32′07″B 3°17′22″Đ / 39,535342°B 3,289407°Đ | RI-51-0008467       | 30-11-1993           | Upload image                                                      |
| T. Palau (Palacio Real)                                                           | Di tích                                                     | Manacor                                        |                                               | RI-51-0008465       | 30-11-1993           | Upload image                                                      |
| Talayot Albocàsser (Ses Trenta)                                                   | Di tích Khảo cổ học                                         | Manacor                                        |                                               | RI-51-0002311       | 10-09-1966           | Upload image                                                      |
| Talayot Bendris (Ca na Bou)                                                       | Di tích Khảo cổ học                                         | Manacor                                        | 39°36′07″B 3°10′59″Đ / 39,602005°B 3,182947°Đ | RI-51-0002314       | 10-09-1966           | Upload image                                                      |
| Talayot Bendris Vell                                                              | Di tích Khảo cổ học                                         | Manacor                                        | 39°35′48″B 3°10′52″Đ / 39,596601°B 3,181185°Đ | RI-51-0002315       | 10-09-1966           | Upload image                                                      |
| Talayot Lạch Morlanda                                                             | Di tích Khảo cổ học Văn hóa talayótica                      | Manacor                                        | 39°33′30″B 3°22′21″Đ / 39,558302°B 3,372569°Đ | RI-51-0002318       | 10-09-1966           | Talayot de Cala Morlanda · Upload image                           |
| Talayot Can Palouet Vell                                                          | Di tích Khảo cổ học Văn hóa talayótica                      | Manacor                                        | 39°32′04″B 3°15′01″Đ / 39,534482°B 3,25026°Đ  | RI-51-0002322       | 10-09-1966           | Upload image                                                      |
| Talayot Es Rafal Son Macià (Can Negre)                                            | Di tích Khảo cổ học Văn hóa talayótica                      | Manacor                                        | 39°30′03″B 3°15′01″Đ / 39,500879°B 3,250378°Đ | RI-51-0002351       | 10-09-1966           | Upload image                                                      |
| Talayot Es Rafalet Vell                                                           | Di tích Khảo cổ học Văn hóa talayótica                      | Manacor                                        | 39°36′04″B 3°10′23″Đ / 39,601031°B 3,173193°Đ | RI-51-0002355       | 10-09-1966           | Upload image                                                      |
| Talayot Fangar (Es Picotó)                                                        | Di tích Khảo cổ học                                         | Manacor                                        |                                               | RI-51-0002332       | 10-09-1966           | Upload image                                                      |
| Talayot Fangar (Sa Mola)                                                          | Di tích Khảo cổ học                                         | Manacor                                        | 39°29′08″B 3°13′47″Đ / 39,485687°B 3,229736°Đ | RI-51-0002333       | 10-09-1966           | Upload image                                                      |
| Talayot Hospitalet                                                                | Di tích Khảo cổ học Văn hóa talayótica                      | Manacor                                        |                                               | RI-51-0001181       | 08-02-1946           | Upload image                                                      |
| Talayot Justaní (Es Talaiot)                                                      | Di tích Khảo cổ học Văn hóa talayótica                      | Manacor                                        | 39°32′41″B 3°09′32″Đ / 39,54475°B 3,158931°Đ  | RI-51-0002337       | 10-09-1966           | Upload image                                                      |
| Talayot Rafalet d'en Sitges                                                       | Di tích Khảo cổ học                                         | Manacor                                        |                                               | RI-51-0002354       | 10-09-1966           | Upload image                                                      |
| Talayot Rotana (Sa Marina)                                                        | Di tích Khảo cổ học                                         | Manacor                                        |                                               | RI-51-0002357       | 10-09-1966           | Upload image                                                      |
| Talayot Sa Gruta (Ca l'amo ở Martí)                                               | Di tích Khảo cổ học                                         | Manacor                                        | 39°33′40″B 3°21′08″Đ / 39,560995°B 3,352219°Đ | RI-51-0001180       | 08-02-1946           | Upload image                                                      |
| Talayot Sa Sinia Nova (Clova des Castell)                                         | Di tích Khảo cổ học                                         | Manacor                                        | 39°37′15″B 3°13′00″Đ / 39,620795°B 3,216789°Đ | RI-51-0002362       | 10-09-1966           | Upload image                                                      |
| Talayot Santa Cirga (Darrera ses Cases)                                           | Di tích Khảo cổ học                                         | Manacor                                        | 39°34′12″B 3°15′31″Đ / 39,570125°B 3,258614°Đ | RI-51-0002360       | 10-09-1966           | Upload image                                                      |
| Talayot Santa Cirga (Sa Coma Freda)                                               | Di tích Khảo cổ học                                         | Manacor                                        | 39°34′07″B 3°15′29″Đ / 39,568524°B 3,25795°Đ  | RI-51-0002358       | 10-09-1966           | Upload image                                                      |
| Talayot Son Forteza (Can Fransquet)                                               | Di tích Khảo cổ học                                         | Manacor                                        | 39°30′30″B 3°17′31″Đ / 39,50845°B 3,292037°Đ  | RI-51-0002371       | 10-09-1966           | Upload image                                                      |
| Talayot Son Gener (Es Puig Sec)                                                   | Di tích Khảo cổ học                                         | Manacor                                        | 39°38′48″B 3°11′18″Đ / 39,646597°B 3,188309°Đ | RI-51-0002375       | 10-09-1966           | Upload image                                                      |
| Talayot Son Grimalt                                                               | Di tích Khảo cổ học                                         | Manacor                                        | 39°34′03″B 3°14′26″Đ / 39,567596°B 3,240489°Đ | RI-51-0002377       | 10-09-1966           | Upload image                                                      |
| Talayot Son Ribot (Sa Pleta)                                                      | Di tích Khảo cổ học                                         | Manacor                                        | 39°36′57″B 3°14′45″Đ / 39,615854°B 3,245893°Đ | RI-51-0002391       | 10-09-1966           | Upload image                                                      |
| Talayot Son Sureda des Molí                                                       | Di tích Khảo cổ học                                         | Manacor                                        |                                               | RI-51-0002396       | 10-09-1966           | Upload image                                                      |
| Talayot Son Sureda Pobre                                                          | Di tích Khảo cổ học                                         | Manacor                                        | 39°37′28″B 3°12′23″Đ / 39,624427°B 3,206302°Đ | RI-51-0002397       | 10-09-1966           | Upload image                                                      |
| Talayot Son Sureda Ric (Es Claper des Cegant)                                     | Di tích Khảo cổ học Văn hóa talayótica                      | Manacor                                        | 39°37′25″B 3°12′06″Đ / 39,623534°B 3,201639°Đ | RI-51-0002398       | 10-09-1966           | Upload image                                                      |
| Tháp Lạch Manacor                                                                 | Di tích Kiến trúc quân sự                                   | Manacor Av. de Joan Servera Camps, Portocristo | 39°32′00″B 3°20′13″Đ / 39,533363°B 3,337022°Đ | RI-51-0008460       | 30-11-1993           | Torre de Cala Manacor · Upload image                              |
| Tháp Ses Puntes                                                                   | Di tích Kiến trúc quân sự                                   | Manacor Calle Menorca, 10                      | 39°33′58″B 3°12′19″Đ / 39,566125°B 3,205245°Đ | RI-51-0000315       | 27-08-1925           | Upload image                                                      |
| Tháp Palau                                                                        | Di tích Kiến trúc quân sự                                   | Manacor Calle Bosch, 6                         | 39°34′10″B 3°12′39″Đ / 39,569387°B 3,210711°Đ | RI-51-0001203       | 05-04-1946           | Upload image                                                      |
| Tháp Enegistes                                                                    | Di tích Khảo cổ học                                         | Manacor Carretera Ma-4015                      | 39°33′29″B 3°13′05″Đ / 39,558033°B 3,21799°Đ  | RI-51-0008464       | 30-11-1993           | Torre dels Enegistes · Upload image                               |
| Khu vực Son Peretó                                                                | Khu khảo cổ                                                 | Manacor                                        | 39°35′47″B 3°15′55″Đ / 39,596409°B 3,265248°Đ | RI-55-0000724       | 24-02-2006           | Yacimiento de Son Peretó · Upload image                           |